# Landesversammlung des Freistaates Coburg

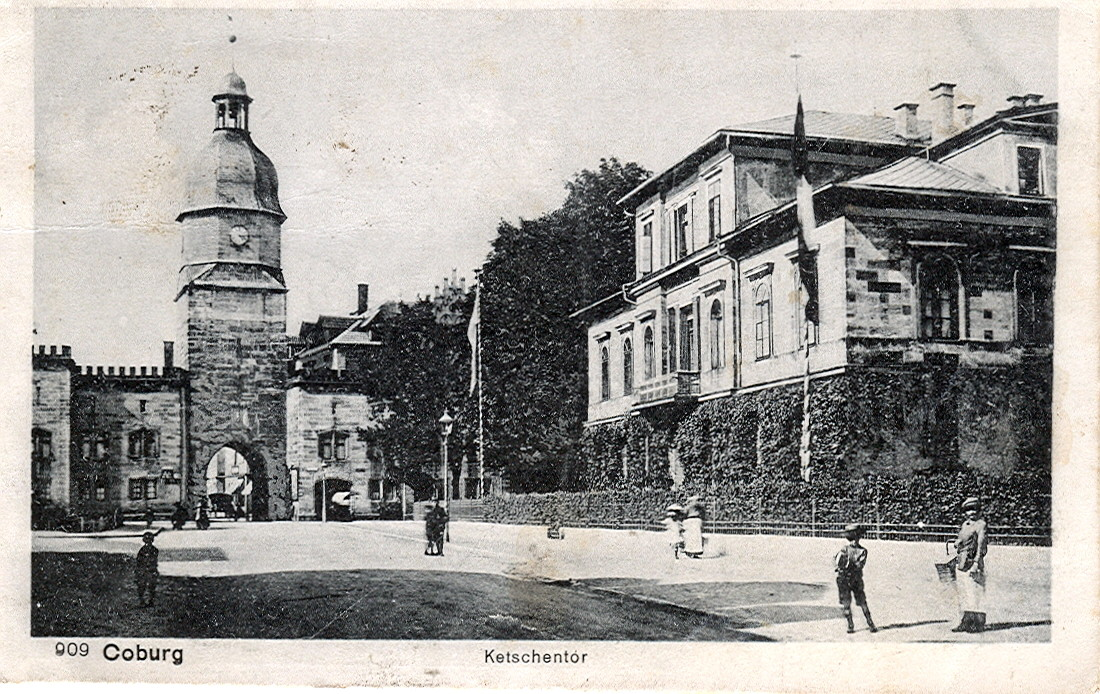
Ketschentor und Staatsministerium, Sitz der Landesversammlung

Die Landesversammlung des Freistaates Coburg war 1919 und 1920 der Landtag des Freistaates Coburg.

## Entstehung des Landtags
Nach der Novemberrevolution wurde auch Herzog Carl Eduard von Sachsen-Coburg und Gotha gestürzt und das Herzogtum Sachsen-Coburg und Gotha in einen Freistaat (also eine Republik) umgewandelt. Die Macht lag zunächst bei den Arbeiter- und Soldatenräten. Der Vollzugsausschuss des Arbeiter- und Soldatenrates und die vorläufige Staatsregierung erließen am 14. Januar 1919 eine Verordnung über die Wahlen zu einer Landesversammlung für den Staat Sachsen-Coburg. Danach sollte der bisherige Coburger Landtag durch einen frei gewählten Landtag ersetzt werden. Die Landesversammlung hatte weiterhin 11 Mitglieder. Diese wurden nun jedoch im Verhältniswahlrecht in freier und gleicher Wahl gewählt. Auch das Frauenwahlrecht war erstmals eingeführt. Das Mindestalter für die aktive Wahl waren 21, für die passive Wahl 26 Jahre. Das ganze Land bildete einen Wahlkreis.
Als Wahltermin wurde der 9. Februar 1919 festgelegt.
Das Wahlbündnis der Bürgerlichen erhielt 41,4 %, die SPD 58,6 %. Die Landesversammlung verabschiedete am 10. März 1919 das „Vorläufige Gesetz über die Gesetzgebung und Verwaltung im Freistaate Coburg“, die provisorische Coburger Verfassung.
Ein Gemeinschaftlicher Landtag Sachsen-Coburg und Gotha wurde nicht mehr gebildet. Gemäß Staatsvertrag über die Verwaltung der gemeinschaftlichen Angelegenheiten der Freistaaten Coburg und Gotha vom 12. April 1919 wurde die Rechnungsprüfung der gemeinsamen Einrichtungen fünfköpfigen Ausschüssen der Coburger Landesversammlung und der Landesversammlung des Freistaates Sachsen-Gotha übertragen.

## Ende des Landtags
Mit dem Staatsvertrag zwischen den Freistaaten Bayern und Coburg über die Vereinigung Coburgs mit Bayern endete 1920 die Selbstständigkeit des Landes und damit auch der Landtag. Der Bayerische Landtag wurde damit der Nachfolger der Landesversammlung. Drei Abgeordnete aus Coburg wurden übergangsweise bis zur nächsten bayerischen Landtagswahl Landtagsabgeordnete im Bayerischen Landtag. Am 18. März 1920 wählte die Landesversammlung die Abgeordneten Hermann Mämpel (SPD), Johann Stegner (SPD) und Hans Schack (Deutsche Demokratische Partei, Bürgerliche Einheitsliste) in den Bayerischen Landtag.

## Abgeordnete der Landesversammlung
| Name             | Partei                    | Lebensdaten | Beruf                                  | Ort                 | Anmerkungen                     |
| ---------------- | ------------------------- | ----------- | -------------------------------------- | ------------------- | ------------------------------- |
| Max Oscar Arnold | Bürgerliche Einheitsliste | 1854–1938   | Puppenfabrikant                        | Neustadt bei Coburg | Alterspräsident, Vizepräsident  |
| Reinhold Artmann | SPD                       | 1870–1960   | Schreiner                              | Coburg              | Mitglied der Staatsregierung    |
| Gustav Hess      | Bürgerliche Einheitsliste | 1874–1940   | Landwirt                               | Neuses bei Coburg   |                                 |
| Ehrhard Kirchner | SPD                       | 1866–1927   | AOK-Geschäftsführer                    | Neustadt bei Coburg | Präsident der Landesversammlung |
| Franz Klingler   | SPD                       | 1875–1933   | Schriftleiter des Coburger Volksblatts | Coburg              | Mitglied der Staatsregierung    |
| Ernst Külbel     | Bürgerliche Einheitsliste | 1863–1938   | Malzfabrikant                          | Coburg              |                                 |
| Bernhard Lauer   | SPD                       | 1867–1927   | AOK-Angestellter                       | Neustadt bei Coburg |                                 |
| Hermann Mämpel   | SPD                       | 1866–1944   | AOK-Verwaltungsinspektor               | Coburg              | Schriftführer                   |
| Dr. Hans Schack  | Bürgerliche Einheitsliste | 1878–1946   | Richter am Amtsgericht Coburg          | Coburg              | Mitglied der Staatsregierung    |
| Johann Stegner   | SPD                       | 1866–1954   | Brauer und Wirt                        | Frohnlach           |                                 |
| Carl Wendt       | SPD                       | 1887–1936   | Maschinenschlosser                     | Rodach              | stellvertretender Schriftführer |

Die Landesversammlung bildete folgende Ausschüsse:
1. Ausschuss zur Regelung der Domänenfragen (Arnold, Kirchner, Mämpel, Schack, Stegner)
2. Rechts- und Verfassungsausschuss (Artmann, Klingler, Külbel, Lauer, Schack)
3. Finanz- und Rechnungsprüfungsausschuss (Hess, Külbel, Mämpel, Stegner, Wendt)
4. Petitionsausschuss (Arnold, Artmann, Hess, Kirchner, Klingler)

## Versammlungsort
Die Landesversammlung tagte im Gebäude des Staatsministeriums am Ketschentor. Dieses Gebäude, in dem später das Landgericht Coburg untergebracht war, wurde im Zweiten Weltkrieg zerstört.